# Amauris albimaculata
Amauris albimaculata là một loài bướm ngày thuộc họ Nymphalidae. Nó được tìm thấy ở miền nam Africa.
Sải cánh dài 50–60 mm đối với con đực và 62-68 đối với con cái. Con trưởng thành bay quanh năm (with peaks in summer và autumn).
Ấu trùng ăn Tylophora anomala, Tylophora stolzii, Cynanchum chirindense, Cynanchum vincetoxicum, Gymnema, Marsdenia (bao gồm Marsdenia angolensis và Marsdenia racemosa) và Secamone..

## Phụ loài
- Amauris albimaculata albimaculata (South Africa, miền nam Mozambique)
- Amauris albimaculata hanningtoni Butler, 1888 (nam Somalia, đông Kenya, đông Tanzania)
- Amauris albimaculata magnimacula Rebel, 1914 (Uganda, đông Zaire, tây bắc Tanzania, Rwanda, Burundi)
- Amauris albimaculata intermedians Hulstaert, 1926 (Cameroon)
- Amauris albimaculata interposita Talbot, 1940 (tây Kenya, bắc Tanzania)
- Amauris albimaculata sudanica Talbot, 1940 (nam Sudan)
- Amauris albimaculata latifascia Talbot, 1940
- Amauris albimaculata chirindana Talbot, 1941 (Rhodesia)